# Vivek Oberoi
Vivekanand Oberoi (nacido el 3 de septiembre de 1976) es un actor indio que aparece predominantemente en películas hindi. Hizo su debut cinematográfico con Ram Gopal Varma en la película Company (2002), que le valió dos premios Filmfare.

## Primeros años
Vivek Oberoi nació en Hyderabad, Telangana, de padre punjabi, Suresh Oberoi, un actor veterano de Bollywood, y Yashodhara Oberoi, que es de una familia tamil. Oberoi pasó a estudiar en Mayo College, Ajmer y Mithibai College, Mumbai. En un taller de actores en Londres, fue descubierto por el director de la Universidad de Nueva York que llevó a Vivek a Nueva York, donde completó su maestría en actuación cinematográfica. Vivek también trabajó como guionista en India.

## Carrera

### 2002-2009
Oberoi hizo su debut con la película de Ram Gopal Varma Company. Recibió los premios Filmfare por Mejor Debut y Mejor Actor de Reparto. Luego protagonizó las películas de acción Road and Dum.
En 2002, protagonizó Saathiya, dirigida por Shaad Ali. La película fue un éxito de taquilla y le valió una nominación a Filmfare en la categoría de Mejor Actor. En 2004, protagonizó la comedia Masti y Yuva, thriller político. En 2005, interpretó al personaje principal en Kisna: The Warrior Poet. En 2006, apareció en Omkara, una adaptación del juego Otelo de Shakespeare, jugar el carácter de Kesu, basada en el personaje de Michael Cassio en la obra original. Después de ver la actuación de Oberoi, Gulzar lo felicitó.
En 2007, interpretó a la gánster Maya Dolas en Shootout at Lokhandwala. En 2008, Oberoi protagonizó Mission Istanbul , dirigida por Apoorva Lakhia y producida por Ekta Kapoor. Actuó con la canción Apun Ke Saath, producida para la película por Vikas Kohli, en los 2008 International Indian Film Academy Awards .

### 2009-presente

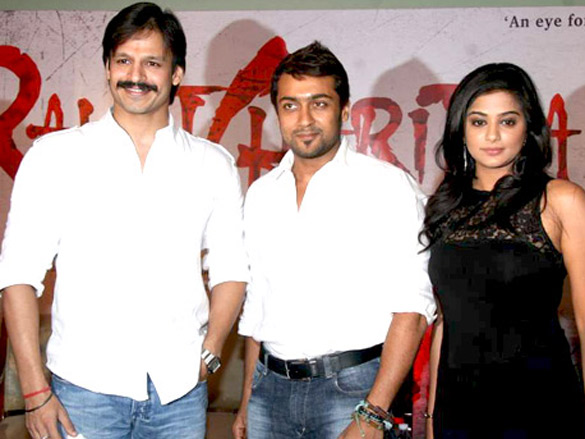
Oberoi junto con Suriya y Priyamani durante la reunión de prensa de Rakta Charitra 2.

En 2009, Oberoi jugó un papel secundario en la película Kurbaan. En 2010, apareció en Prince, que no recibió una buena respuesta de la audiencia, a pesar del éxito inicial de taquilla. En el mismo año, apareció en la película Rakht Charitra de Ram Gopal Varma en el papel del político Telugu Paritala Ravi. La película de Vivek Oberoi Kismat Love Paisa Dilli, que se estrenó en octubre de 2012, no logró impresionar a la audiencia y fue un fracaso de taquilla. Vivek produjo una película llamada Dekh Indian Circus en 2011. La película se presentó en el 16.º Festival de Cine de Busan, ganando el Premio del Público a la Mejor Película de 3000 películas en todo el mundo y entre 380 películas proyectadas. En 16 años de la historia de Busan, esta es la primera película india en ganar el premio. La película ya ha recibido críticas entusiastas de críticos y reporteros internacionales de The Hollywood Reporter, Variety y Screen International. Oberoi ha doblado la voz de Electro en la versión doblada al hindi de The Amazing Spider-Man 2, que se lanzó en mayo de 2014.
Oberoi trabajó con la película de banner de YRF Bank Chor, con Rhea Chakraborty y Riteish Deshmukh.
En 2019, Oberoi debutó en malayalam con Mohanlal en el debut como director de Prithviraj Sukumaran, Lucifer, como el principal antagonista, Bobby, en el que su actuación como villano fue bien recibida por la crítica y el público. [20] Ha aparecido como juez de talentos durante tres temporadas del reality show India's Best Dramebaaz. Interpretó el papel del primer ministro de la India, Narendra Modi, en el primer ministro Narendra Modi.

## Vida personal
El nombre completo de Oberoi, Vivekanand, se basa en el del monje hindú Swami Vivekananda; su padre y abuelos eran seguidores del monje. Dice que dejó a Anand cuando se unió a las películas por respeto a Vivekananda, ya que consideró que sería vergonzoso tener un romance y bailar en la pantalla con el nombre del monje. Oberoi salió con su coprotagonista Aishwarya Rai de Kyun! Ho Gaya Na.... En 2003, Oberoi afirmó que el exnovio de Rai, Salman Khan , lo había amenazado, y Oberoi y Rai rompieron poco después.
El 29 de octubre de 2010, Oberoi se casó con Priyanka Alva, hija del ministro de Karnataka, Jeevaraj Alva, en Bangalore. La pareja tiene un hijo y una hija.
Él le da crédito a Kareena Kapoor como su inspiración para adoptar una dieta vegetariana.
La empresa de Oberoi, Karrm Infrastructure Pvt Ltd., ha donado 25 apartamentos en el distrito de Thane de Maharashtra a las familias de los agentes de la Fuerza de Policía de la Reserva Central muertos en acción. En total, Vivek ha donado alrededor de $3 millones y ayudó a recaudar $25 millones.

## Filmografía

### Películas
| Año  | Título                             | Papel                                                    | Idioma        | Ref.                             |
| ---- | ---------------------------------- | -------------------------------------------------------- | ------------- | -------------------------------- |
| 2002 | Company                            | Chandrakant "Chandu" Nagre                               | Hindi         |                                  |
| 2002 | Road                               | Arvind Chauhan                                           | Hindi         |                                  |
| 2002 | Saathiya                           | Aditya “Adi” Sehgal                                      | Hindi         |                                  |
| 2003 | Dum                                | Uday Shinde                                              | Hindi         |                                  |
| 2003 | Darna Mana Hai                     | Amar                                                     | Hindi         |                                  |
| 2004 | Yuva                               | Arjun Balachandran                                       | Hindi         |                                  |
| 2004 | Kyun! Ho Gaya Na...                | Arjun Khanna                                             | Hindi         |                                  |
| 2004 | Masti                              | Meet Mehta                                               | Hindi         |                                  |
| 2005 | Kaal                               | Dev Malhotra                                             | Hindi         |                                  |
| 2005 | Kisna: The Warrior Poet            | Kisna Singh                                              | Hindi         |                                  |
| 2005 | Deewane Huye Paagal                | Narrator (Sutradhar)                                     | Hindi         |                                  |
| 2006 | Home Delivery: Aapko... Ghar Tak   | Sunny Chopra                                             | Hindi         |                                  |
| 2006 | Pyare Mohan                        | Mohan                                                    | Hindi         |                                  |
| 2006 | Omkara                             | Keshav "Kesu" Firangi                                    | Hindi         |                                  |
| 2006 | Naksha                             | Vicky Malhotra                                           | Hindi         |                                  |
| 2007 | Shootout at Lokhandwala            | Maya Dolas                                               | Hindi         |                                  |
| 2007 | Fool n Final                       | Lucky                                                    | Hindi         |                                  |
| 2008 | Mission Istaanbul                  | Rizwan Khan                                              | Hindi         |                                  |
| 2009 | Luck by Chance                     | Kartikey                                                 | Hindi         | Cameo                            |
| 2009 | Kurbaan                            | Riyaz Masood                                             | Hindi         |                                  |
| 2010 | Prince                             | Prince                                                   | Hindi         |                                  |
| 2010 | Rakta Charitra I                   | Kattula Pratap Ravi                                      | Hindi, Telugu |                                  |
| 2010 | Rakta Charitra II                  | Kattula Pratap Ravi                                      | Hindi, Telugu |                                  |
| 2011 | Dekh Indian Circus                 |                                                          | Hindi         | Como productor                   |
| 2012 | Kismet Love Paisa Dilli            | Lokesh "Lucky" Duggal                                    | Hindi         |                                  |
| 2013 | Zila Ghaziabad                     | Satbir Gujjar                                            | Hindi         |                                  |
| 2013 | Jayantabhai Ki Luv Story           | Abhimanyu a.k.a. Jayanta Bhai a.k.a. Padosee (Neighbour) | Hindi         |                                  |
| 2013 | Grand Masti                        | Meet Mehta                                               | Hindi         |                                  |
| 2013 | Krrish 3                           | Kaal                                                     | Hindi         |                                  |
| 2014 | The Amazing Spider-Man 2           |                                                          | Hindi         | Doblo al personaje de Jamie Foxx |
| 2016 | Great Grand Masti                  | Meet Mehta                                               | Hindi         |                                  |
| 2017 | Bank Chor                          | CBI Officer Amjad Khan                                   | Hindi         |                                  |
| 2017 | Vivegam                            | Aryan Singha                                             | Tamil         |                                  |
| 2019 | Vinaya Vidheya Rama                | Raja Bhai Munna                                          | Telugu        | [ 25 ]                           |
| 2019 | Lucifer                            | Bimal "Bobby" Nair                                       | Malayalam     |                                  |
| 2019 | PM Narendra Modi                   | Narendra Modi                                            | Hindi         |                                  |
| 2019 | Rustum                             | Bharath                                                  | Kannada       |                                  |
| 2021 | Iti: Can You Solve Your Own Murder | Prabhu Singh                                             | Hindi         |                                  |
| 2021 | Kaduva                             | TBA                                                      | Malayalam     |                                  |
| 2022 | Iti: Can You Solve Your Own Murder |                                                          | Hindi         | Como productor                   |

### Televisión
| Año           | Título                 | Papel           | Ref. |
| ------------- | ---------------------- | --------------- | ---- |
| 2013-2018     | India's Best Dramebaaz | El mismo (juez) |      |
| 2017-presente | Inside Edge            | Vikrant Dhawan  |      |

## Premios
| Premio                                                 | Año  | Categoría                                  | Película               | Resultado |
| ------------------------------------------------------ | ---- | ------------------------------------------ | ---------------------- | --------- |
| Premios Filmfare                                       | 2002 | Mejor Debut                                | Company                | Ganado    |
| Premios Filmfare                                       | 2002 | Mejor actor de reparto                     | Company                | Ganado    |
| Premios Filmfare                                       | 2002 | Mejor actor                                | Saathiya               | Nominado  |
| Premios Filmfare                                       | 2007 | Mejor villano                              | Tiroteo en Lokhandwala | Nominado  |
| Premios Filmfare                                       | 2013 | Mejor actor de reparto                     | Krrish 3               | Nominado  |
| IIFA Awards                                            | 2008 | Mejor villano                              | Tiroteo en Lokhandwala | Ganado    |
| IIFA Awards                                            | 2010 | Premio IIFA Green Global                   | -                      | Ganado    |
| Zee Cine Awards                                        | 2002 | Mejor debut masculino                      | Company                | Ganado    |
| Zee Cine Awards                                        | 2002 | Mejor actor secundario - Masculino         | Company                | Ganado    |
| Zee Cine Awards                                        | 2008 | Mejor actor en un papel negativo           | Tiroteo en Lokhandwala | Nominado  |
| Screen Awards                                          | 2002 | Mejor debut masculino                      | Empresa                | Ganado    |
| Screen Awards                                          | 2008 | Mejor villano                              | Tiroteo en Lokhandwala | Nominado  |
| Premios Stardust                                       | 2002 | Superestrella del mañana - Masculino       | Saathiya               | Ganado    |
| Premios Stardust                                       | 2003 | Superestrella del mañana - Masculino       | La carretera           | Ganado    |
| Premios Stardust                                       | 2004 | Mejor actor de reparto                     | Yuva                   | Ganado    |
| Premios Stardust                                       | 2008 | Desempeño destacado del año                | Tiroteo en Lokhandwala | Ganado    |
| Premios Stardust                                       | 2008 | Mejor actor en un papel negativo           | Tiroteo en Lokhandwala | Nominado  |
| Bollywood Movie Awards                                 | 2002 | Mejor debut masculino                      | Company                | Ganado    |
| Bollywood Movie Awards                                 | 2006 | Mejor actor de reparto                     | Omkara                 | Ganado    |
| AXN Action Awards                                      | 2007 | Mejor actor de acción en un papel negativo | Tiroteo en Lokhandwala | Ganado    |
| Filmfare Awards South                                  | 2018 | Mejor actor de reparto - Tamil             | Vivegam                | Nominado  |
| 7° Premios Internacionales de Cine del Sur de la India | 2018 | Mejor actor en papel negativo              | Vivegam                | Nominado  |
| Asianet Film Awards                                    | 2020 | Mejor actor en papel negativo              | Lucifer                | Ganado    |
| Vanitha Film Awards                                    | 2020 | Mejor actor en papel negativo              | Lucifer                | Ganado    |
| 9° Premios Internacionales de Cine del Sur de la India | 2021 | Mejor actor en papel negativo              | Vinaya Vidheya Rama    | Nominado  |